# Футбол в СССР
Футбол в СССР на протяжении всей истории существования страны являлся очень популярным видом спорта, чемпионаты СССР по футболу являлись одним из главных спортивных ежегодных состязаний.

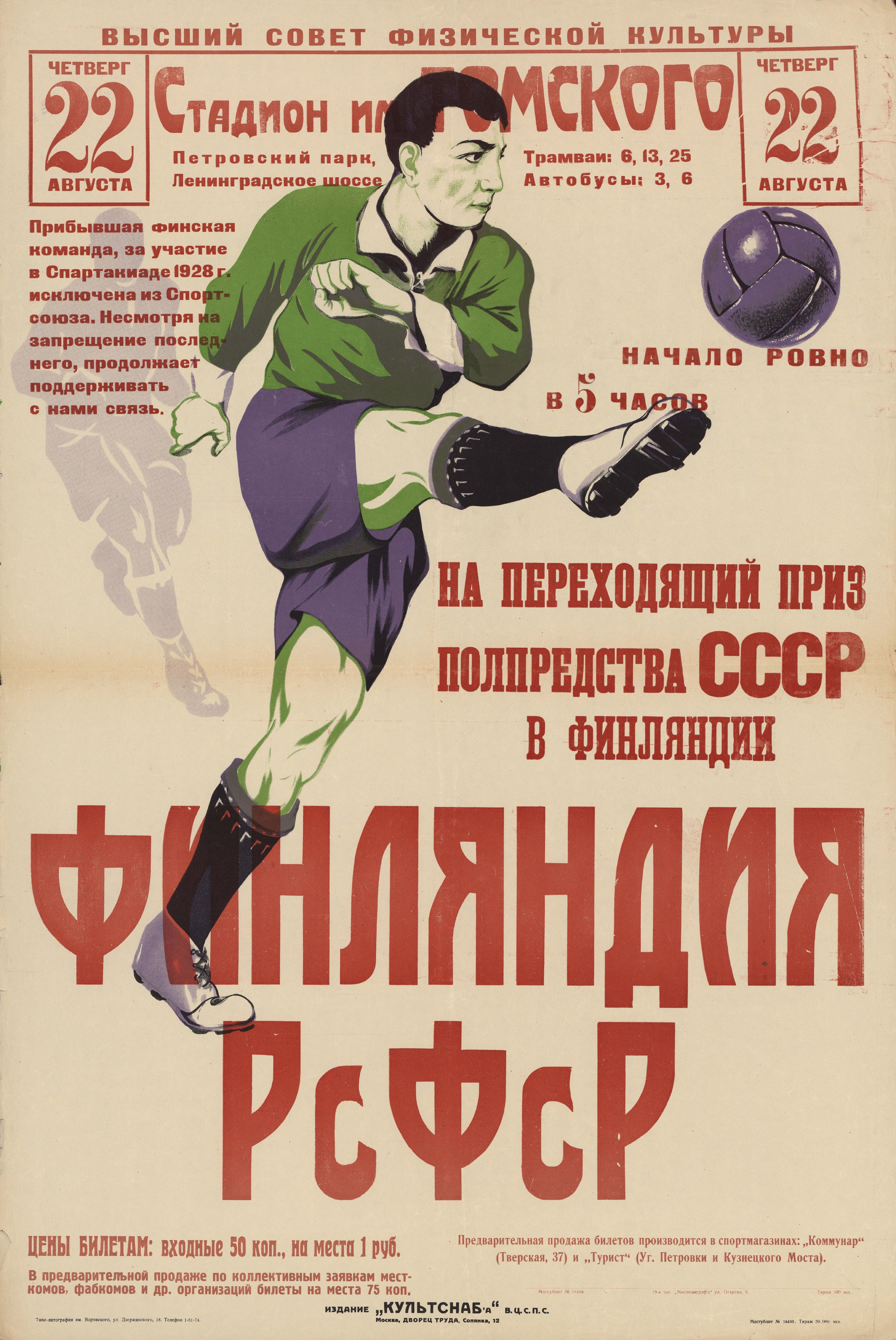
Афиша футбольного матча Финляндия — РСФСР, 1929 год

Под эгидой Федерации футбола СССР проводились различные турниры:
- Чемпионат СССР по футболу
- Кубок СССР по футболу
- Кубок Федерации футбола СССР
- Суперкубок СССР по футболу

Также футбольный турнир в рамках Спартакиады народов СССР.
Подготовкой юных футболистов занимались многочисленные ДЮСШ и детские спортивные клубы.
На республиканском уровне проводились первенства союзных республик среди КФК.

## История

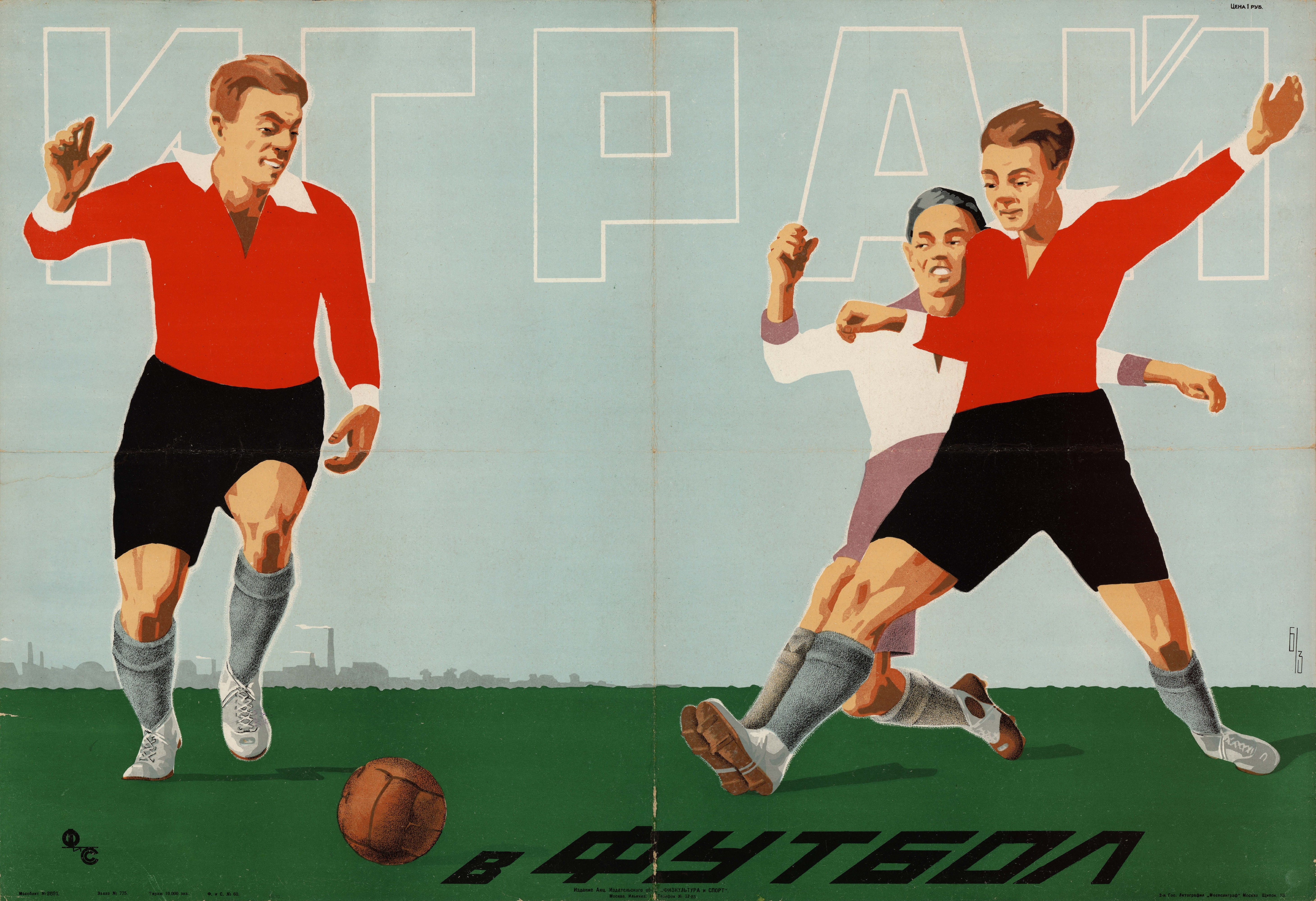
Плакат «Играй в футбол», 1930 год

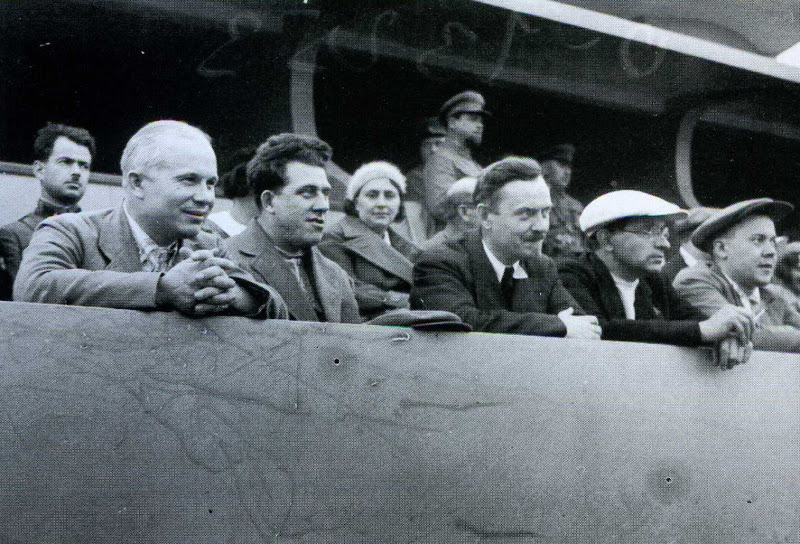
Первый секретарь МК ВКП(б) Н. С. Хрущёв, председатель исполкома Моссовета Н. А. Булганин и другие в правительственной ложе стадиона «Динамо» во время футбольного матча между командами Москвы и Баку, 1935 год

В 1922 году было образовано новое государство — Союз Советских Социалистических Республик. Только недавно закончилась Гражданская война, о футболе на время забыли, вплоть до 1924 года, когда сборная СССР сыграла свой первый официальный матч с турками, победив их 3:0.
В 1924 году была создана Всесоюзная секция футбола (позже Федерация футбола СССР). С начала 20-х гг. первенство страны разыгрывалось между командами городов и республик (трижды чемпионами были футболисты Москвы). В том же 1924 году было проведено и Первое всесоюзное первенство (в финале сборная Харькова обыграла сборную Ленинграда со счётом 2:1). Но тогда первенство проходило лишь раз в 3-4 года. Лишь с 1936 года его стали проводить ежегодно, тогда же в нём приняли участие и первые футбольные клубы. Но организация этих чемпионатов оставляла желать лучшего: число команд постоянно менялось, иногда даже во время чемпионата, много раз менялась система подсчёта очков, продолжительность всего турнира была то 2 месяца, то 10.
В 1937 году состоялось турне сборной Басконии по СССР (эти 9 матчей имели огромное влияние на развитие футбола в СССР — ведущие клубы в ближайшие годы сменили тактику и перестроили игру всех линий; игры показали, что советским футболистам ещё много предстоит освоить в футбольной технике и научно-методической работе).
Всего до войны было проведено 6 чемпионатов — 3 раза выиграло московское «Динамо», 3 раза — московский «Спартак». Пару раз на пьедестал почёта поднимались ЦДКА, «Серп и Молот» (Москва), «Трактор» (Сталинград), «Динамо» Киев и «Динамо» Тбилиси.
Всего в довоенное время было сыграно более 40 международных матчей, из них лишь два проиграно.
Сразу после войны, в ноябре 1945 года, состоялось историческое турне московского «Динамо» по Великобритании. Весьма успешный исход турне (крайне удививший зарубежную спортивную общественность) послужил веским доказательством конкурентоспособности советских футболистов на международной арене, что в свою очередь подтолкнуло советских футбольных функционеров к вступлению Федерации футбола СССР в ФИФА. СССР вступил в ФИФА 25 июня 1946 года, в УЕФА — в 1954 году.
Ежегодно проводились всесоюзные массовые соревнования на Кубок СССР для коллективов физкультуры, Кубок «Золотой колос» (для сельских команд), «Кубок юности», первенство юношеских команд, детские соревнования на приз «Кожаный мяч», а также первенства и розыгрыши кубков союзных и автономных республик, краев, областей, спортивных обществ и др. Были организованы специализированные детско-юношеские футбольные школы.

## Сборная
СССР был образован в 1922 году. Всесоюзная (а не РСФСР, которая была образована несколькими годами ранее) сборная была впервые созвана в конце 1924 года для своего первого матча против сборной команды Турции, который и выиграла (3:0) 16 ноября того же года в Москве.
В течение следующих 11 лет (1925—1935) сборная СССР провела более 40 международных матчей, из них лишь 4 домашних. В большинстве этих матчей соперниками советской команды выступили различные сборные команды Турции и команды Немецкого рабочего спортивного союза, входившего в состав Красного Спортивного Красного спортивного интернационала (по 16 матчей). Также, были сыграны матчи с рядом скандинавских и австрийских клубов и рабочих сборных, сборными Латвии и Норвегии.
Большой вклад в развитие советского футбола внесла сборная Турции, которая стала основным спарринг-партнёром сборной СССР, несмотря на препоны, создаваемые чиновниками ФИФА. Дело в том, что СССР не был представлен своей федерацией в ФИФА, которая запрещала своим членам (Турция входила в ФИФА) играть с командами из других конфедераций и союзов, а СССР представлял их оппонента — Красный Спортивный Интернационал. Поэтому, чтобы продолжить встречи с командой СССР, турецкая федерация выставляла свою сборную под названиями типа «Сборная Народных домов Турции».

### Выступления сборной
- Футбол на летних Олимпийских играх 1952
- Футбол на летних Олимпийских играх 1956
- Чемпионат мира по футболу 1958
- Европейский Кубок наций по футболу 1960
- Чемпионат мира по футболу 1962
- Европейский Кубок наций по футболу 1964
- Чемпионат мира по футболу 1966
- Чемпионат Европы по футболу 1968
- Чемпионат мира по футболу 1970
- Чемпионат Европы по футболу 1972
- Футбол на летних Олимпийских играх 1972
- Чемпионат Европы по футболу 1976
- Футбол на летних Олимпийских играх 1976
- Футбол на летних Олимпийских играх 1980
- Чемпионат мира по футболу 1982
- Чемпионат мира по футболу 1986
- Чемпионат Европы по футболу 1988
- Чемпионат мира по футболу 1990
- Чемпионат Европы по футболу 1992

## Чемпионат СССР
Чемпионат СССР по футболу — ежегодное первенство среди лучших футбольных команд Советского Союза.
Клубные чемпионаты СССР проводились с 1936 по 1991 годы.
В высшем дивизионе советского футбола (менявшем названия в ходе истории) в разные годы играли команды из всех союзных республик, за исключением Киргизии и Туркмении. За всю историю проведения турнира, чемпионами становились 11 клубов из 8-ми городов и 5 союзных республик (украинской, российской, армянской, грузинской и белорусской).
Многие нововведения, увиденные в Англии во время исторического турне московского «Динамо», появились и в организационной части проведения внутреннего первенства СССР. Так, начиная с сезона 1946 года, на футболках игроков появились номера, а каждый проведённый матч стал сопровождаться протоколом, в котором отмечались составы играющих команд, хронология замен, удаления, а также авторы забитых мячей.
В 1961 году впервые первенство СССР выиграла команда не из Москвы — чемпионами стало «Динамо» (Киев).
В 1964 году это достижение повторило «Динамо» Тбилиси.
В 1972 году чемпионом стал «Арарат» из Еревана, а в 1982 — минское «Динамо»
Со второй половины 1980-х годов (Перестройка) ведущие футболисты советских команд начинают переходить в зарубежные клубы.
В 1990 году чемпионат СССР покинули клубы из Литвы и Грузии — «Жальгирис» (Вильнюс), «Динамо» (Тбилиси) и «Гурия» (Ланчхути). 

Титул последнего в истории СССР чемпиона футбольного первенства завоевал московский «ЦСКА».

## Достижения и рекорды
Чемпионаты мира:
- бронзовый призёр (4-е место) чемпионата мира 1966

Чемпионаты Европы:
- чемпион Европы 1960
- серебряный призёр чемпионата Европы 1964
- серебряный призёр чемпионата Европы 1972
- серебряный призёр чемпионата Европы 1988

Олимпийские игры:
- чемпион Олимпийских игр 1956
- чемпион Олимпийских игр 1988
- бронзовый призёр Олимпийских игр 1972
- бронзовый призёр Олимпийских игр 1976
- бронзовый призёр Олимпийских игр 1980

## В СМИ
- Еженедельный журнал «Футбол-хоккей»
- Ежегодный справочник-календарь (брошюра) «Футбол»
- Еженедельная телепередача «Футбольное обозрение» — долгие годы это была единственная передача на советском телевидении, посвящённая только футболу и ничему больше. За годы у передачи были различные ведущие, наиболее частым был Владимир Перетурин, реже Владимир Маслаченко. Передача начиналась Футбольным маршем Матвея Блантера.

## В произведениях искусства
- х/ф Мяч и сердце (1935)[2]
- х/ф Вратарь (1936)
- х/ф Спортивная честь (1951)
- х/ф Запасной игрок (1954)
- х/ф Удар! Ещё удар! (1968)
- х/ф Ни слова о футболе (1974)
- х/ф Одиннадцать надежд (1975)
- х/ф Гол в Спасские ворота (1990)[3]

- книги братьев Старостиных: Андрея и Николая.[4]

- Футбол в советском изобразительном искусстве